# Джанай Брюггер
Джанай Брюггер (англ. Janai Brugger; 1 березня 1983, Чикаго, США) — американська оперна співачка (сопрано).

## Біографія
Бруґґер народилася в Чикаго, штат Іллінойс, і здобула ступінь бакалавра музики в 2005 році в Університеті ДеПола в Чикаго, який вона відвідувала завдяки стипендії, наданій Національним товариством коледжів. Того ж року вона здобула перше місце на конкурсі Національної асоціації вчителів співу. Під час навчання в DePaul вона виконувала ролі в кількох студентських оперних постановках, включаючи Дідону в "Дідона та Еней", Ілію в "Ідоменеї" та Мерседес в "Кармен". Пізніше вона вивчала вокал у Ширлі Верретт у Школі музики, театру і танцю Мічиганського університету, отримавши ступінь магістра вокалу у 2009 році. У Мічигані вона виконала партію Тетяни в "Євгенії Онєгіні" під керівництвом диригента Мартіна Каца.
У 2006 році Бруґґер стала учасницею програми для молодих виконавців Чиказького оперного театру, де дебютувала на професійній сцені в ролі Першої відьми в опері "Дідона та Еней". Того ж року вона продовжила навчання в Chautauqua Institution з Марленою Малас і виступила як солістка з Індіанаполіським симфонічним оркестром під керівництвом диригента Реймонда Леппарда. У 2008 році Бруґґер отримала місце в класі "The Song Continues" у Карнеґі-холі, де працювала з Мерилін Хорн. У 2009 році вона виконала роль Адіни в опері "Еліксир кохання" для програми Ліричної опери Чикаго "Опера по сусідству".
У 2010 році Бруґґер стала учасницею оперної програми "Мерола" в опері Сан-Франциско. З 2010 по 2012 рік Бруґґер була учасницею програми для молодих артистів Лос-Анджелеської опери (LAO).  Вона дебютувала на сцені Лос-Анджелеської опери в ролі Барбарини у "Весіллі Фігаро" в жовтні 2010 року. Відтоді вона виступала на сцені Лос-Анджелеської опери в ролі пажі в "Ріголетто" (2010), Музетти в "Богемі" (2012) та Паміни в "Чарівній флейті" (2013).

## Кар'єра
У 2012 році Бруґґер виграла прослуховування Національної ради Метрополітен-опера і була нагороджена премією "Сарсуела" та "Призом публіки" на Всесвітньому оперному конкурсі "Опералія". Відтоді її кар'єра стрімко розвивається. У 2012 році вона дебютувала в Метрополітен-опера в партії Лю в "Турандот", в Палм-Біч-опера в ролі Джульєтти в "Ромео і Джульєтта", а також виступила в ролі Першої леді в "Чарівній флейті" і солістки-сопрано в "Обідньої ночі" Курта Вайля на фестивалі "Равінія" під керівництвом диригента Джеймса Конлона з Чиказьким симфонічним оркестром (CSO).
У 2013 році Бруґґер знову виступила як солістка Чиказького симфонічного оркестру на травневому фестивалі в Цинциннаті, під керівництвом диригента Крістофера Белла на музичному фестивалі в Ґрант-Парку, виконала партію верховної жриці в опері "Аїда" в Голлівуд Боул, дебютувала на сцені Гавайського оперного театру в партії Лю, а також дебютувала в Європі на Міжнародному музичному фестивалі ім. Петра Дворського. У лютому 2014 року Бруґґер повернулася до Метрополітен-опера в партії Гелени у "Зачарованому острові". У травні 2014 року вона дебютувала з Оперою Колорадо в партії Мікаели в опері "Кармен". Для телевізійного шоу HBO "Країна Лавкрафта" Бруґґер записала оперну обробку поеми Соні Санчес "Лови вогонь".

## Нагороди
- «Опералія»: I премія, Zarzuela Prize, приз глядацьких симпатій (2012)